# 匹茲堡 (科羅拉多州)
匹茲堡（英語：Pittsburg）是位於美國科羅拉多州甘尼森縣的一個非建制地區。該地的面積和人口皆未知。

## 地理
匹茲堡的座標為38°57′08″N 107°03′45″W / 38.95222°N 107.06250°W，而該地的平均海拔高度為2498米（即8197英尺）。